# Mansour
Mansour (persiska: منصور, född 29 juli 1970) är en iransk pop-, dans- och rocksångare. Han är en av den nya generationens iranska sångare i Kalifornien, USA.  Mansour är känd och har fans i många länder utanför Iran, bland annat i Afghanistan, Tadzjikistan, Irak, Uzbekistan och Dubai. Hans nyaste album kallas för "vacker", på engelska "beautiful".

## Uppväxt
Mansour föddes i Teheran i Iran. Han spelade och sjöng när han var väldigt ung, omkring 7 år. Han var väldigt intresserad av musik.   Han ville göra allt för att få sjunga. 
Han flyttade till USA, eftersom det var krig i Iran (mot Irak).

## Första - senaste albumet
I augusti 1994 släppte han sitt debutalbum, som kallas för "Ferferehayeh Bi Baad". Han började spela in det här albumet år 1991 och var färdig 1994. Det släpptes av Caltex Records. Han tillhörde en ny generation och alla gillade hans röst, åtminstone de som pratade persiska.
Efter sitt debutalbum släppte han tre album till, som "Tasvir Akhar", "Daricheh" och "Ghayegh Kaghazi".
År 1999 släppte han sitt femte album, som kallades för "Faghat Be Khatereh Tou", på svenska "Bara För Dig". Efter det albumet blev han ännu mer känd. Låten "Faghat Be Khatereh Tou" blev en känd och stor singellåt i vissa länder.
December 2001 släppte han sitt sjätte album som kallas "Zendegi", på engelska "Life".
I november 2002 släppte han sitt sjunde album som kallas för "Divoone" och på svenska betyder det "galen". Det här albumet var och är hans bästa album någonsin. Han blev väldigt mycket mer populär i länder som Kuwait, Förenade Arabemiraten, Bahrain, Qatar och Turkiet. 
Det här albumet innehåller väldigt sköna låtar som "Azize Delami", "Divoone", "Ghararemon Yadet Nare" och "Bezan Berim". Efter albumet "Divoone" släppte han två album till.
År 2005 släppte han "Farari" (eng. The Fugitive") som innehåller tre mycket kända singlar, som "Arezoome" (My Wish), "Farari" (The Fugitive) och "Shirin" (Sweety). 

År 2007 släppte han "Ghashangeh" (eng. Beautiful) som innehåller tre kända singlar: "Doone Doone" (One by One), "Engar Na Engar (Care Free)" och "Ghshangeh" (Beautiful). 
Hans senaste album kommer ut den 13 mars 2009. Det är hans tionde album.

## Diskografi
- 2009 - Janjaali (Troublemaker)
- 2007 - Ghashangeh (Beautiful)
- 2005 - Farari (The Fugitive)
- 2002 - Divoone (Crazy)
- 2001 - Zendegi (Life)
- 1999-2000 - Faghat Bekhatereh Tou (Only For You)
- 1998 - Ghayegh Kaghazi
- 1997 - Daricheh
- 1996 - Tasvir Akhar
- 1994 - Ferferehayeh Bi Baad

## Filmografi
- 1999 - America So Beautiful